# Johann Manuel von Portugal und Vilhena
Johann Manuel von Portugal und Vilhena (* 1416 in Lissabon; † Dezember 1476) war der uneheliche Sohn von Eduard I. von Portugal und starb 1476. Er war Bischof von Ceuta und Guarda.
| Vorgänger          | Amt                          | Nachfolger         |
| ------------------ | ---------------------------- | ------------------ |
| Aymaro de Aurillac | Bischof von Ceuta 1443–1459  | Álvaro de Évora    |
| Luís da Guerra     | Bischof von Guarda 1459–1476 | João Afonso Ferraz |

| Personendaten    | Personendaten                          |
| ---------------- | -------------------------------------- |
| NAME             | Johann Manuel von Portugal und Vilhena |
| KURZBESCHREIBUNG | Bischof von Guarda                     |
| GEBURTSDATUM     | 1416                                   |
| GEBURTSORT       | Lissabon                               |
| STERBEDATUM      | Dezember 1476                          |